# Asclepias linaria
Asclepias linaria är en oleanderväxtart som beskrevs av Antonio José Cavanilles. Asclepias linaria ingår i släktet sidenörter, och familjen oleanderväxter. Inga underarter finns listade i Catalogue of Life.